# 瑪格麗特·杜布爾
瑪格麗特·卡蘿·杜布爾（Margaret Carol Turnbull，1975年—）是一位美國女性天文學家。是研究恆星系統中可能的適居行星、類太陽恆星和行星適居性的權威專家。

## 學歷
杜布爾於1998年在威斯康辛大學麥迪遜分校獲得物理學士學位，再分別於2001和2004年獲得亞利桑那大學天文學碩士和博士學位。

## 研究
2002年杜布爾和吉兒·塔特（Jill Tarter）共同開發了適居恆星表，該表列出了理論上適合生命存在的恆星系統。翌年她再從表中5000顆恆星內選出距離地球100光年以內，理論上特別適合生命存在的30顆恆星。
2006年杜布爾擬定了各只有5顆恆星的兩個列表。第一個列表是搜寻地外文明计划以艾倫望遠鏡陣列進行無線電波搜尋目標的恆星（常陳四、HD 10307、HD 211415、天蠍座18和飛馬座51）。第二個列表則是類地行星發現者任務的優先探測目標（印第安座ε、天苑四、波江座40、南門二B和天倉五）。
2007年杜布爾因為她將能夠支持生命和智慧文明存在的恆星列表的工作，被美國有線電視新聞網選為當年度的「天才人物」。

## 榮譽
- 小行星7863

## 外部連結
- .   [6 November 2012]. （原始内容存档于2021-02-02）.
- Turnbull, Margaret.  (PDF). The Astrophysical Journal Supplement Series: 181–198.   [28 September 2012]. （原始内容 (PDF)存档于2006年11月9日）.
- Turnbull, Margaret.  (PDF). PhD Thesis. University of Arizona, Department of Astronomy. 2004  [28 September 2012]. （原始内容 (PDF)存档于2007年10月22日）.